# Гол как сокол
Гол как соко́л, а остёр, как топор (Гол как соко́л, а остёр, как бритва) — идиоматическое выражение, обозначающее состояние крайней бедности, но, при этом, смекалистости (ср.: «Голь на выдумку хитра»).

## Этимология
К материальному положению птицы со́кол фразеологизм не имеет никакого отношения, а ударение делается на последний слог — соко́л. Последним в старину называли стенобитное орудие, использовавшееся как таран (иное название — баран) — бревно, окованное на одном конце железом или вылитый из чугуна брус. Русские воины таким образом разрушали деревянные и каменные стены осаждённых городов. Сокол навешивали на железных цепях и, раскачивая, прошибали им крепостные ворота или городские стены. Соколами назывались также ручные ломы, которыми ломают гранитные камни и соль. Соколом же называли трамбовку или ручную бабу.
Соколом или сокольней называлось также отхожее место на старинных волжских деревянных судах, устраиваемое, по обыкновению, на корме в виде будки, прикрепленной к борту и свисающей своей задней частью над водой.
Голым называли не только раздетого человека, так же называли ствол, очищенный от веток, или прут — от мелких веточек и листвы. «Толковый словарь русского языка» трактует родственное слово «голик»: так называли веник из сухих прутьев. Существует ещё одна схожая русская пословица — «гол, как осиновый кол», также обозначающая крайнюю степень бедности. Гладкое бревно, очищенное от веток и окованное железом, вполне подходило под старорусское определение «голого». Так же называли на Руси некоторые рабочие инструменты, имеющие ровную цилиндрическую поверхность; это же название впоследствии перешло на пушку, которая стреляла шестифунтовыми ядрами.
Языковед Валерий Мокиенко выдвинул гипотезу, что название соко́л — это буквальный перевод французского военного термина faucon, обозначавшего определённый вид орудий-фоконов. Но в переводе на русский язык французское слово faucon обозначает со́кол — именно птица с ударением на первом слоге. В XV—XVII вв. название птицы также произносилось с ударением на последний слог: соко́л, соколо́м
Существует и ещё одна версия происхождения фразеологизма. Возможно, что первоначально произносилось слово не «соко́л», а «суко́л». В данном случае имеет место (старо)русская приставка «су» — примеры: глина — СУглинок, репка — сурепка, против — супротив, и, также, — кол — суко́л, что впоследствии приобрело вариант соко́л. В прошлом это слово обозначало колья-подпорки, которыми поддерживали покосившие частоколы и плетни, — такие колья тоже были «голые», то есть очищенные от веток и веточек — голые, ничего не имеющие, как нищие. Возможно, что их вид навевал ассоциации с крайней нуждой (маловероятно). Некоторые источники связывают название голых суколов с последствиями весенних паводков, которые смывали поперечные жерди заборов, оставляя после себя одиноко стоящие вертикальные опоры — голые суколы.
Вторая часть поговорки «…а остёр, как топор», вероятно, обозначала остроту ума, смекалистость и хитрость, нужные в положении бедности, так как необходимо было искать любые способы заработка, пропитания, обеспечения одеждой, в особенности, если при этом ещё была семья, дети.
Впоследствии рифмованный (Го́л — как соко́л, а остёр, как топор) исконный вариант был утрачен и поговорка приобрела относительно современный просторечный вид: Гол как со́кол, так как не все настолько разбираются в лингвистических и филологических науках, чтобы помнить такие старо-русские слова и выражения, как соко́л. Тем более, в тексте не всегда есть возможность поставить ударение.
Так, сейчас многие и говорят: Гол как со́кол.